# VvAA

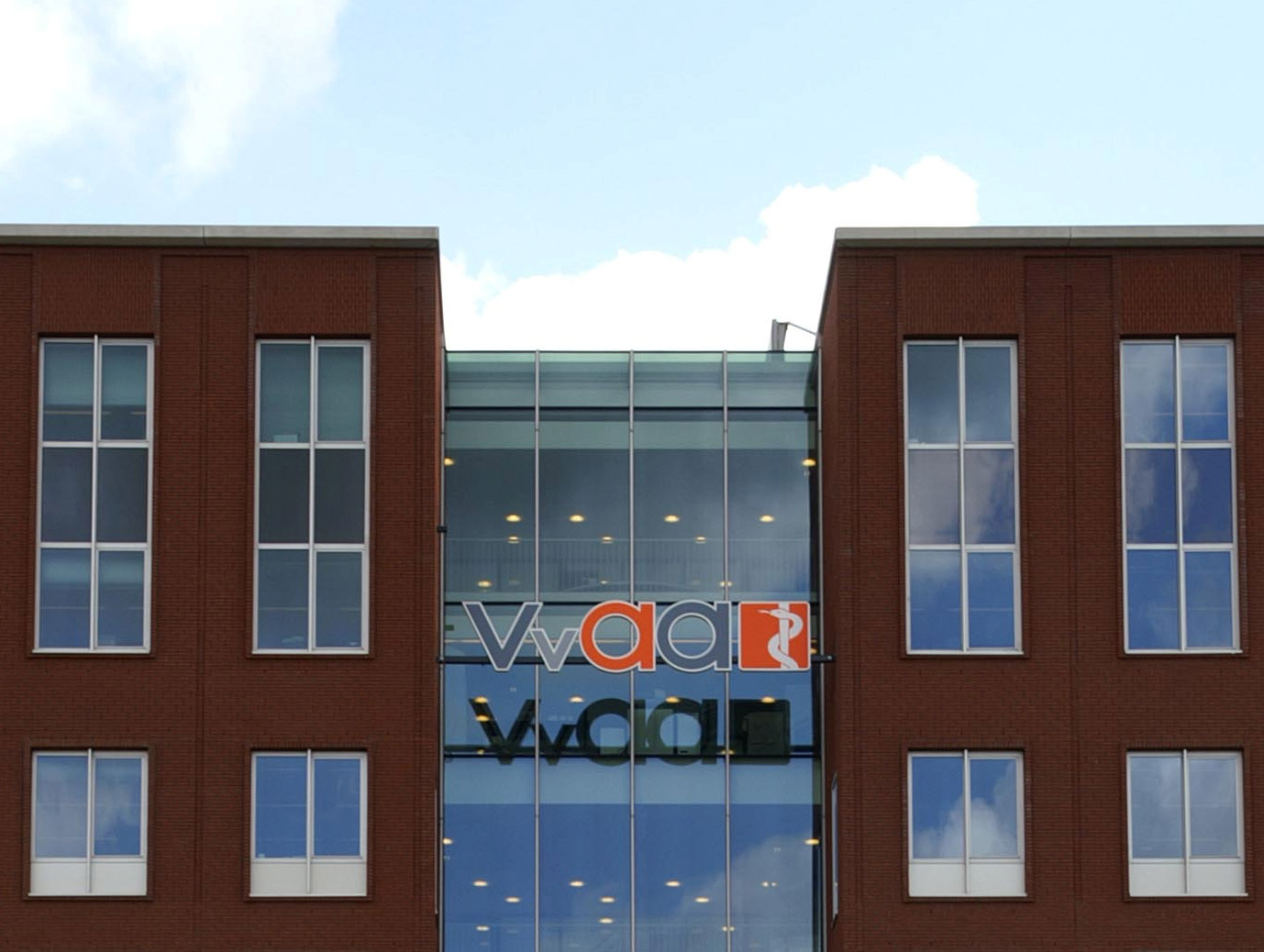
Het beeldmerk op de gevel

De VvAA is een Nederlandse vereniging die medici, paramedici en studenten voor die beroepen bijstaat met onder andere financieel, bedrijfskundig en juridisch advies, verzekeringen en opleidingen. Het hoofdkantoor is gevestigd in Utrecht.

## Geschiedenis
In de tijd rond de oprichting van de vereniging ontwikkelden artsen als enige beroepsgroep een eigen organisatie voor het afsluiten van autoverzekeringen. Zij behoorden tot de eersten met een auto, vanwege de noodzaak om snel bij een spoedgeval te kunnen zijn.
Zo richtten een arts, een dierenarts en een tandarts op 1 juni 1924 de vereniging Onderlinge Verzekering van Artsen Automobilisten (OVAA) op. Na enkele jaren werd de naam gewijzigd in Vereniging voor Verzekering van Artsen Automobilisten (VvVvAA). In 1933 was er tijdens een vergadering een discussie over de naam van de vereniging. VvVvAA was volgens veel leden een te beperkte benaming. Uiteindelijk werd de nieuwe naam Vereniging van Artsen Automobilisten. Inmiddels wordt die naam niet meer gebruikt en wordt alleen de afkorting VvAA als naam gevoerd. De relatie met de auto komt nog wel voor in de naam van het ledentijdschrift Arts en Auto.
Al aan het einde van het eerste jaar was de vereniging een succes en wilden ook verpleegkundigen zich aanmelden als lid. Dit was toen nog onmogelijk omdat de vereniging alleen voor artsen openstond, maar op 3 juni 1943 vond een statutenwijziging plaats waardoor het ledenbestand kon worden uitgebreid met onder meer verpleegkundigen. Fysiotherapeuten, paramedici, apothekers en alle zorgverleners die gehouden zijn aan de wet BIG traden ook toe en maken tegenwoordig deel uit van het ledencollectief dat meer dan 125.000 leden heeft.
Als collectief van ruim 125.000 zorgverleners, is VvAA de stem en steun van zorgverlenend Nederland. VvAA laat de stem van zorgverleners horen op zorgbrede thema’s als vermindering van bureaucratie. Daarnaast ondersteunt VvAA met kennis, diensten en advies. Afgestemd op de situatie van zorgverleners en -ondernemingen en mede ontwikkeld door zorgverleners.

## Arts en Auto
Arts en Auto is het maandblad dat leden van de VvAA ontvangen. De redactie richt zich bij de keuze van onderwerpen op de gezondheidszorg in het algemeen en besteedt ook veel aandacht aan trends en ontwikkelingen in de zorg. De lezersgroep van Arts en Auto bestaat niet alleen uit medici (huisartsen, medisch specialisten, tandartsen, apothekers en dierenartsen) maar ook uit fysiotherapeuten, paramedici, anesthesiemedewerkers, verpleegkundigen, mondhygiënisten en logopedisten. Bovendien kennen velen het blad van de leestafel in de wachtkamer van artsen.
Het eerste nummer van Arts en Auto verscheen op 5 januari 1935. In de eerste jaren besteedde het blad aandacht aan veiligheid in het verkeer en milieuproblemen door uitlaatgassen. Daarnaast organiseerde de redactie autorally's en uitstapjes met de auto. Vanaf midden jaren zeventig werd het tijdschrift op glanzend papier gedrukt en kwam er meer aandacht voor onderwerpen die interessant waren voor beroepsmedici. Aan auto's werd minder aandacht besteed, toch werd er niet getornd aan de titel, omdat die inmiddels ingeburgerd was. Sinds maart 2009 verschijnt Arts en Auto twaalf keer per jaar. Jaarlijks verschijnt het blad in april onder de titel Arts en Fiets. Daarnaast wordt viermaal per jaar een studentenspecial uitgebracht.

### Oplagecijfers
| Jaar | Betaalde gerichte oplage | Totaal verspreide oplage |       |
| ---- | ------------------------ | ------------------------ | ----- |
| 2004 | 81.018                   | 82.659                   | [ 1 ] |
| 2006 | 85.555                   | 86.838                   | [ 2 ] |
| 2007 | 87.581                   | 88.856                   | [ 3 ] |
| 2012 | 102.247                  | 102.247                  | [ 4 ] |
| 2022 | 103.712                  | 103.712                  |       |

## (Ont)Regel de Zorg
De afgelopen jaren heeft VvAA zich namens alle (para)medische disciplines succesvol sterk gemaakt voor het agenderen en aanpakken van gemeenschappelijke struikelblokken in de sector. Naast Vrije Artsenkeuze is het aanjagen en blijvend faciliteren van de beweging (Ont)regel de Zorg - die overbodige regelgeving moet terugdringen - daar wellicht het meest aansprekende voorbeeld van. Samen met huisartsen-actiecomité Het Roer Moet Om staat VvAA achter het initiatief (Ont)Regel de Zorg, dat de administratiedruk in de zorg aanpakt. Na verschillende schrapsessies met zorgverleners, verzekeraars, beroepsverenigingen en toezichthouders, ondersteund door het ministerie van Volksgezondheid, Welzijn en Sport (VWS), presenteerden ministers Hugo de Jonge, Bruno Bruins en staatssecretaris Paul Blokhuis op 23 mei 2018 het actieplan (Ont)Regel de Zorg om de zorg te ontdoen van overbodige bureaucratie.